# Belgium az 1972. évi téli olimpiai játékokon
Belgium a japán Szapporóban megrendezett 1972. évi téli olimpiai játékok egyik részt vevő nemzete volt. Az országot az olimpián 1 sportágban 1 sportoló képviselte, aki érmet nem szerzett.

## Alpesisí
Férfi
| Versenyző        | Versenyszám      | Selejtező | Selejtező | Döntő    | Döntő    | Döntő    | Döntő    | Döntő      | Döntő      |
| Versenyző        | Versenyszám      | Selejtező | Selejtező | 1. futam | 1. futam | 2. futam | 2. futam | Összesítés | Összesítés |
| Versenyző        | Versenyszám      | Idő       | Hely.     | Idő      | Hely.    | Idő      | Hely.    | Idő        | Helyezés   |
| ---------------- | ---------------- | --------- | --------- | -------- | -------- | -------- | -------- | ---------- | ---------- |
| Robert Blanchaer | Lesiklás         |           |           |          |          |          |          | 2:02,45    | 42.        |
| Robert Blanchaer | Műlesiklás       | kizárták  | kizárták  | 1:05,78  | 36.      | 1:01,58  | 25.      | 2:07,36    | 25.        |
| Robert Blanchaer | Óriás-műlesiklás |           |           | 1:43,59  | 42.      | 1:45,79  | 33.      | 3:29,38    | 34.        |